# América TV
América 2 plus connu sous son nom commercial América TV ou América, est une chaîne de télévision privée argentine.

## Personnalités liées
- Daniel Vila en fut le président